# Bouya Konaté
Pour les articles homonymes, voir Camara.
Bouya Konaté est un homme d'affaires et personnalité politique guinéen.
Il est le président de l'UDIR aux élections présidentielles de 2020 en Guinée,.

## Biographie

### Jeunesse
Bouya Konaté est titulaire d'une maîtrise en gestion d'entreprise et un certificat en passation de marchés, planification et mise en œuvre des procédure et processus d’octroi ou d'acquisition des biens et services.
Il est également diplômé en droit des affaires.

### Carrière
Bouya Konaté est désigné président de l'UDIR le 29 août 2020, pour les élections présidentielles du 18 octobre 2020, et il est tête de liste national lors des élections législatives pour le parti UDIR.
Il est chargé de mission du haut commandant chargé de l'opérationnalisation de la force africaine en attente FAA département paix et sécurité UA.
Il est ambassadeur itinérant porteur de mandat présidentiel en Guinée.
Il est membre du comité d'audit a la présidence de la république de Guinée.

### Vie privée
Bouya Konaté est père de deux enfants.